# Ernst Veenemans
Ernst Willem Veenemans (Haarlem, 18 marzo 1940 – Laren, 2 ottobre 2017) è stato un canottiere olandese.

## Palmarès

### Olimpiadi
- 1 medaglia:
  - 1 argento (Tokyo 1964 nel due senza)

### Europei
- 2 medaglie:
  - 1 oro (Amsterdam 1964 nel due senza)
  - 1 bronzo (Praga 1961 nel due senza)